# 보텔루
보텔루(갈리시아어·포르투갈어: botelo), 부텔루(갈리시아어·포르투갈어: butelo), 보티요(스페인어: botillo), 부슈(포르투갈어: bucho), 부티엘류(레온어: butiellu) 또는 쇼리수 드 오수스(포르투갈어: chouriço de ossos→뼈 소시지)는 이베리아반도 북서쪽(포르투갈, 갈리시아, 레온)의 소시지이다. 돼지의 내장에 고기를 채워 만든다.

## 스페인

### 갈리시아
갈리시아 지방 서부의 루고도·오렌세도 지역에서 보텔루가 생산된다.

### 레온
레온 지방 북부의 레온도·사모라도 지역에서 보티요가 생산된다.

## 포르투갈

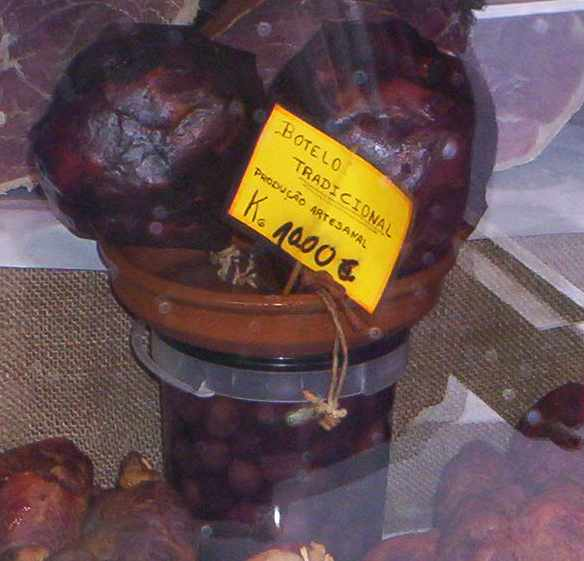
미란델라의 보텔루

포르투갈 북동부의 트라스우스몬트스도 지역에서 보텔루가 생산된다. 특히 비냐이스에서 생산된 것이 유명한데, "부텔루 드 비냐이스", "부슈 드 비냐이스", "쇼리수 드 오수스 드 비냐이스"는 2008년부터 유럽 연합의 지리적 표시 보호(PGI)를 받고 있다.
돼지의 양이나 위 또는 방광에 돼지고기와 갈비·척추 부위 등 뼈와 연골 등을 넣어 만든다. 소금, 마늘, 월계수 잎 등으로 양념하며, 때에 따라 백포도주나 적포도주를 넣기도 한다.
쓰인 내장에 따라 형태가 달라진다. 주로 둥근 형태로, 보통 지름 10~20센티미터 정도이며, 무게는 1~2 킬로그램이다. 겉은 노랗거나 붉은 빛이 도는 갈색 또는 어두운 갈색이며, 속은 여러 가지 빛의 갈색이다.

## 같이 보기
- 살피캉